# گویانکور
شهر گویانکور (به فرانسوی: Guyancourt) در شهرستان ایولین در ناحیه ایل-دو-فرانس با جمعیت ۲۸٬۲۱۹ نفر در کشور فرانسه واقع شده‌است